# 我與她的絕對領域
《我與她的絕對領域》（日语：オレと彼女の絶対領域）是一部由鹰山誠一創作的輕小說，插畫由伍長負責，出版社為HJ文庫。
此作在日本受到大批的讀者歡迎，獲2010年第5回Novel JAPAN大賞（現為HJ文庫大賞）的此作在HJ文庫中銷售量數一數二，在台灣發行第1集自2012年1月在台灣發行後的2星期內就立即再版，可以見得在台灣與日本都享有超高的人氣度。

## 簡介
甫升上高中的我所一見鍾情的黑髮少女──觀田明日香學姊竟是被視為「告知絕對無從迴避之不祥事態的魔女」而令全校師生感到畏懼的存在。得知學姊懷著「自己做過的惡夢百分之百都會成真」的煩惱之後，我不顧身為我表姊，同時也是學生會長的沙耶姊之勸阻，毅然決定為了改變學姊的未來而展開行動!然而數不清的偶然事態卻一再阻止我......我與學姊的命運究竟將何去何從呢!?

## 登場人物

### 主要人物
小数（Shosu）
本作的男主角，作品中未提及真實姓名。擁有在緊急時刻想出解決辦法的能力，多次幫助陷入瓶頸中的事件。
 观田 明日香（Mita Asuka）
本作的女主角之一，為小數的學姊，具有預知夢的能力。
越界奇才之一，能力為預知夢，告知絕對無從回避之不祥事態的魔女。曾受她宣告不祥事態的人數，學生會所確認到的有三十四人。其中一名身亡，四名受了重傷，其余的均為輕傷，而成功回避掉不幸的人數則是零人。
喜歡小數，在作品的最後與他告白。
 高尾沙耶（Saya）
本作的女主角之一，為小數的表姊兼學姊。越界奇才之一，能力為知識探索（可得知其他人內心的知識）。
 綿貫聰里（Watanuki Ruri）
在本作第二集出現，越界奇才之一，其能力為讀心術，能讀取他人內心的想法。
透過高尾沙耶製作的儀器成功解決問題。

## 輕小說
| 卷數 | 日文版副標題 | 中文版副標題                         | 日本          | 日本                   | 臺灣          | 臺灣                   |
| 卷數 | 日文版副標題 | 中文版副標題                         | 發售日期      | ISBN                   | 發售日期      | ISBN                   |
| ---- | ------------ | ------------------------------------ | ------------- | ---------------------- | ------------- | ---------------------- |
| 1    |              | 當你正在改變未來，我會為你付出一切   | 2011年7月1日  | ISBN 978-4-7986-0248-6 | 2012年1月16日 | ISBN 978-986-10-9238-6 |
| 2    |              | 這男孩遇見了天然體質的女孩！         | 2011年11月1日 | ISBN 978-4-7986-0295-0 | 2012年5月14日 | ISBN 978-986-10-9940-8 |
| 3    |              | 聰里就是因為第三……                   | 2012年2月1日  | ISBN 978-4-7986-0343-8 | 2012年9月10日 | ISBN 978-986-317-832-3 |
| 4    |              | 再次出現情敵的愛情!?驚訝的六角關係!? | 2012年5月1日  | ISBN 978-4-7986-0438-1 | 2013年2月15日 | ISBN 978-986-324-209-3 |
| 5    |              | 即將到來的「腐」女幽靈女主角!?       | 2012年8月1日  | ISBN 978-4-7986-0495-4 | 2013年2月15日 | ISBN 978-986-324-868-2 |
| 6    |              | 修羅場的秋天。我的爭奪戰線擴大中？   | 2012年11月1日 | ISBN 978-4-7986-0495-4 | 2013年5月23日 | ISBN 978-986-332-533-8 |
| 7    |              | 我會證明我可以成為只為你的英雄！     | 2013年2月1日  | ISBN 978-4-7986-0539-5 | 2013年8月8日  | ISBN 978-986-337-118-2 |

## 漫畫
| 卷數 | 日本          | 日本 |
| 卷數 | 發售日期      |      |
| ---- | ------------- | ---- |
| 1    | 2012年5月26日 |      |

## 註解
1. ↑  【2013動漫節】東立《精靈使的劍舞》《我與她的絕對領域》簽名資格組1/2開放預購 公佈內容與活動辦法 ※補充QA[永久]
2. ↑  .   [2013-12-08]. （原始内容存档于2016-09-23）.

## 外部連結
- （日語） 原作官網 （页面存档备份，存于）
- 書籍資料 （页面存档备份，存于）